# Until the Light Takes Us
Until the Light Takes Us ist ein US-amerikanischer Dokumentarfilm aus dem Jahr 2008, der die Ereignisse um die Black-Metal-Szene in Norwegen Anfang der 1990er Jahre thematisiert. Er wurde von Aaron Aites und Audrey Ewell gedreht und besteht aus O-Tönen damals beteiligter Musiker.

## Inhalt
Until the Light Takes Us beginnt mit einer Zugfahrt von Fenriz (Darkthrone) nach Stockholm, wo er später eine Ausstellung des Künstlers Bjarne Melgaard in der Lars Bohlman Gallery besucht. Unterwegs wird er vom Zoll kontrolliert, weil er Tränengas dabei hat. Als Nächstes wird das Hochsicherheitsgefängnis von Trondheim gezeigt. Varg Vikernes (Burzum) wird in seiner dortigen Zelle interviewt. Thematisiert werden zunächst die Aufnahmen zu den Alben A Blaze in the Northern Sky und Burzum, wobei zwischen Fenriz und Vikernes hin- und hergeschnitten wird.
Die Interviews beginnen dann, die Geschichte der Black-Metal-Szene aus der Sicht von Varg Vikernes und Fenriz zu erzählen. Dazwischen gibt es außerdem noch Statements von Jan Axel Blomberg (Mayhem), Kristoffer Rygg (Ulver), sowie Olve „Abbath“ Eikemo und Harald „Demonaz“ Nævdal (Immortal) zu hören. Bård G. Eithun (ex-Emperor) tritt nur verdunkelt und mit verzerrter Stimme auf. Die Dokumentation konzentriert sich zunächst auf die Anfangsphase von Mayhem bis zum Tod von Per Yngve Ohlin, bekannt als Dead. Danach folgen Aufnahmen von Fenriz in der Metalkneipe „Elm Street“ in Oslo und der Besuch einer Ausstellung des Künstlers Bjarne Melgaard, der die Black-Metal-Szene als Grundlage einer Reihe von Bildern und Skulpturen nahm. Er sieht eine Verbindung der Black-Metal-Szene zu Edvard Munchs Gemälde Der Schrei. Neben dem Besuch Fenriz’ bei der Ausstellung wird auch noch eine Performance des Künstlers Harmony Korine in einem Kunstatelier gezeigt.
Thematisiert werden anschließend die Brandanschläge auf diverse Kirchen in Norwegen und der Mord von Bård G. Eithun an einem homosexuellen Mann in Lillehammer 1992. Die Interviews sind mit Videoaufzeichnungen von den Löscharbeiten an den Kirchen, Zeitungsausschnitte und Flyern unterlegt. Es folgt eine Schilderung des Mordes an Øystein Aarseth aus der Sicht des Täters Varg Vikernes. Dieser stellt den Mord als Notwehr dar. Gezeigt werden außerdem Zeitungsausschnitte und die Verkündung des Urteils. Fenriz gibt anschließend Diana Glöckner von der deutschen Musikzeitschrift Legacy ein Telefoninterview im Büro von Moonfog Productions.
Der Film wird abgeschlossen durch eine blutige Show von Kjetil-Vidar „Frost“ Haraldstad (Satyricon) in der Galleria Laura Pecci in Mailand. Haraldstad spuckt dabei Feuer und sticht auf eine Couch ein. Dann verletzt er sich selbst und täuscht seinen Tod vor. Ein Interview von Vikernes über die Christianisierung Norwegens und Fenriz’ Sicht über die moderne Black-Metal-Szene sind die letzten Interviewbeiträge.

## Hintergrund
Die Idee kam den beiden Filmemachern Aaron Aites und Audrey Ewell, als sie von einem Freund, dem Besitzer der Plattenfirma Aquarius Records, diverse Black-Metal-Alben vorgespielt bekamen und sie etwas für sie neues in der Musik entdeckten. Nachdem sie sich in die Szene eingearbeitet hatten, wuchs in ihnen der Wunsch, einen Film darüber zu drehen. Die beiden zogen für zwei Jahre nach Norwegen, um die Dokumentation vorzubereiten und sich langsam an die Protagonisten des Films heranzutasten.
Aufnahmetechnisch wurde der Film an die damalige Ästhetik angepasst. Er enthält zahlreiche grobkörnige Aufnahmen, verwackelte Handkameras und Kulissen, wie Winterlandschaften oder Aufnahmen des zerfallenen Kellerraums des Osloer Plattenladens Helvete, die an die künstlerische Gestaltung der Albencover und der Promofotos der Protagonisten angelehnt sind. Zudem wurde eine Reihe von Originalaufnahmen, Archivmaterial und Zeitungsausschnitte verwandt. Der Soundtrack des Films setzt sich sowohl aus Stücken der Originalmusiker als auch aus elektronischer Musik von múm und Boards of Canada zusammen. Die Aussagen der Personen sind im O-Ton belassen und werden nicht kommentiert.
Der Titel des Films basiert auf dem norwegischen Titel des Burzum-Albums Hvis lyset tar oss (dt. „Wenn das Licht uns nimmt“).

## Veröffentlichung
Die Kinorechte in den Vereinigten Staaten sicherte sich die Produktionsfirma Variance Films, die den Film am 20. November 2009 in New York City und am 11. Dezember 2009 in Los Angeles vorstellten. Kinostart war der 4. Dezember 2009. Der Film startete mit einer Unrated-Freigabe der MPAA in nur wenigen Kinos und spielte insgesamt 130.000 US-Dollar ein.
Der Film wurde in Europa zum ersten Mal auf dem 32. Göteborg International Filmfestival aufgeführt. In Deutschland hatte der Film auf dem Wacken Open Air 2010 Premiere, deutschlandweit startete er dann am 12. August 2010, vorrangig in Programmkinos. Der Film erhielt eine FSK-18-Freigabe und ist am 12. November 2010 über Rapid Eye Movies auf DVD erschienen.

## Kritik
Der Film ist rein darstellend und ohne wertende Aspekte inszeniert. In einigen Medien erntete der Film dafür negative Kritik, da die im Film gemachten Aussagen der Musiker nicht kommentiert werden. So wurde Vikernes’ Sicht des Mordes an Aarseth genauso wenig kommentiert wie Blombergs Respektbekundung gegenüber Eithuns begangenen Mord. Gleichzeitig bleiben Vikernes’ spätere rassistische Aussagen und Verschwörungstheorien sowie sein Ausbruchsversuch im Jahr 2003 unerwähnt. Zudem versuche der Film gar nicht die Hintergründe der damaligen Taten zu hinterfragen, sondern man habe das Gefühl, dass die Macher des Films „zu viel Nähe genossen, zu viel Sympathie entwickelt“ hätten.

„Ein ambitioniertes Projekt, das allerdings nicht genau weiß, wohin es will und sich zu sehr auf plakative Aspekte stützt, während es die erhofften neuen Erkenntnisse schuldig bleibt.“

„Er ist ein gelungenes popkulturelles Kunstprojekt, das sich der Mittel des Dokumentarfilms bedient. Geschickt bringt er zum Beispiel Symbolbilder der indifferenten Mittelschichtsgesellschaft und der wütenden Subkultur gegeneinander in Stellung, erzeugt so eine hohe atmosphärische Dichte, entfaltet starke Suggestivkraft – verrät aber jeden aufklärerischen Anspruch.“

Gelobt wurden dagegen die Atmosphäre des Films und die interessante Geschichte, die der Film erzählen würde.

„Entstanden ist ein atmosphärisches Portrait der beteiligten Künstler, das einen neutralen Einblick in einen sagenumwobenen Abschnitt der Musikgeschichte gibt – auch wenn UNTIL THE LIGHT TAKES US nicht verleugnen kann, von zwei Amerikanern gemacht worden zu sein, die zwar keinen Black Metal hören, sich jedoch laut eigener Aussage intensiv in das Thema eingearbeitet hätten.“